# П'янополі
П'янополі (італ. Pianopoli, сиц. Chianuòpoli) — муніципалітет в Італії, у регіоні Калабрія,  провінція Катандзаро.
П'янополі розміщений на відстані близько 470 км на південний схід від Риму, 20 км на захід від Катандзаро.
Населення — 2581 особа (2014).
Щорічний фестиваль відбувається 7 березня. Покровитель — Тома Аквінський (San Tommaso d'Aquino).

## Демографія
Населення за роками:

Станом на 1 січня 2023 року в муніципалітеті офіційно проживало 89 іноземців з 16 країн, серед них 44 громадяни країн Євросоюзу та 8 громадян України.

## Сусідні муніципалітети
- Амато
- Феролето-Антіко
- Маїда
- Марчеллінара
- Серрастретта